# IFA 1318
Az IFA 1318 az NDK Industrieverband Fahrzeugbau járműgyártó modelljei alapján 1990-ben megjelent prototípus, mellyel a korábbi kelet-német gyártó neve alatt akarták a termelést folytatni, de ennek végül nem látták értelmét.

## Története
Az NDK IFA, mely leginkább a W50-es és az L60-as teherautóival vált ismertté, Németország újraegyesítése után a megszűnő KGST-piac miatt nehéz helyzetbe került, mert termékeit immár a világpiacon kellett (volna) értékesítenie. A vállalatot és ludwigsfeldei infrastruktúráját a Mercedes-Benz vásárolta meg, már csak amiatt is, mert ez a második világháború előtt a jogelőd Daimleré volt, ezért ez lényegében felért egy visszavásárlással. Emiatt született meg az a terv, hogy az üzemben ezentúl a Mercedes LN2 típusú könnyebb teherautóján alapuló típust gyártsanak, melyhez felhasználják a korábbi IFÁ-k olyan alkatrészeit, mint például az alváz. Ennek prototípusa volt az IFA 1318 nevű teherautó, mely külsőleg egy fehér platós–kék ponyvás Mercedes LN2-nek nézett ki, leszámítva, hogy a csillag helyén az „IFA” felirat szerepelt a hűtőrácson, illetve az L60-as alváz mellett annak 180 lóerős dízelmotorját is megörökölte. A prototípust 1990. május 3-án mutatták be Werner Niefer, a Mercedes-Benz akkori vezérigazgatójának jelenlétében. Niefer azonban nemsokára bejelentette, hogy a megszűnt NDK-piacra már nincs értelme az IFA elavult technikáján alapuló járműveket gyártani, így a projektből nem lett semmi; az üzemben ezután inkább a korszerűbb  Mercedes LN2 gyártását folytatták, az IFA márka ezzel pedig végleg megszűnt. A jármű azóta a Ludwigsfeldei Városi és Műszaki Múzeum tárlatának része.